# موریتس کوارتنگ
موریتس کوارتنگ (انگلیسی: Moritz Kwarteng؛ زادهٔ ۲۸ آوریل ۱۹۹۸) بازیکن فوتبال اهل آلمان است.